# Magdalena Dobromila Rettigová
 Magdalena Dobromila Rettigová  (ur. 31 stycznia 1785 w Všeradicach, zm. 5 sierpnia 1845 w Litomyšlu) – czeska pisarka i kucharka.

## Biogram
Wychowywana w środowisku niemieckojęzycznym. Od 1808 r. małżonka Jana Sudiprava Rettiga, pracownika kancelarii adwokackiej i wielkiego patrioty. On nauczył żonę czeskiego. 
Żyła w miastach Ústí nad Orlicí (1819-24), Rychnov nad Kněžnou (1824-34) i Litomyšl (1834-45), w których rozszerzała oświatę w stowarzyszeniach kobiecych. W Litomyšlu dla dziewcząt założyła słynną szkołę gotowania i robót domowych, w której dziewczęta mógły zapoznać się także z ówczesną kulturą i nauką.
Pierwsza pisarka w literaturze czeskiej. Autorka książki kucharskiej Domácí kuchařka aneb Pojednání o masitých pokrmech pro dcerky české a moravské (1826), dzieła fundamentalnego w gastronomii czeskiej, i spisu Kafíčko a vše, co je sladkého (1843). Obok tego pisała wiersze i opowieści w duchu epoki biedermeieru i sentymentalizmu (Mařenčin košíček, 1821-22).